# Pont de Zurriola
 (juillet 2025).
Si vous disposez d'ouvrages ou d'articles de référence ou si vous connaissez des sites web de qualité traitant du thème abordé ici, merci de compléter l'article en donnant les références utiles à sa vérifiabilité et en les liant à la section « Notes et références ».
Le pont de Zurriola (Puente de Zurriola; Zurriolako zubia) est un pont sur la rivière Urumea qui se trouve à Saint-Sébastien dans le nord de l'Espagne (Pays basque espagnol, Guipuscoa),.

## Histoire

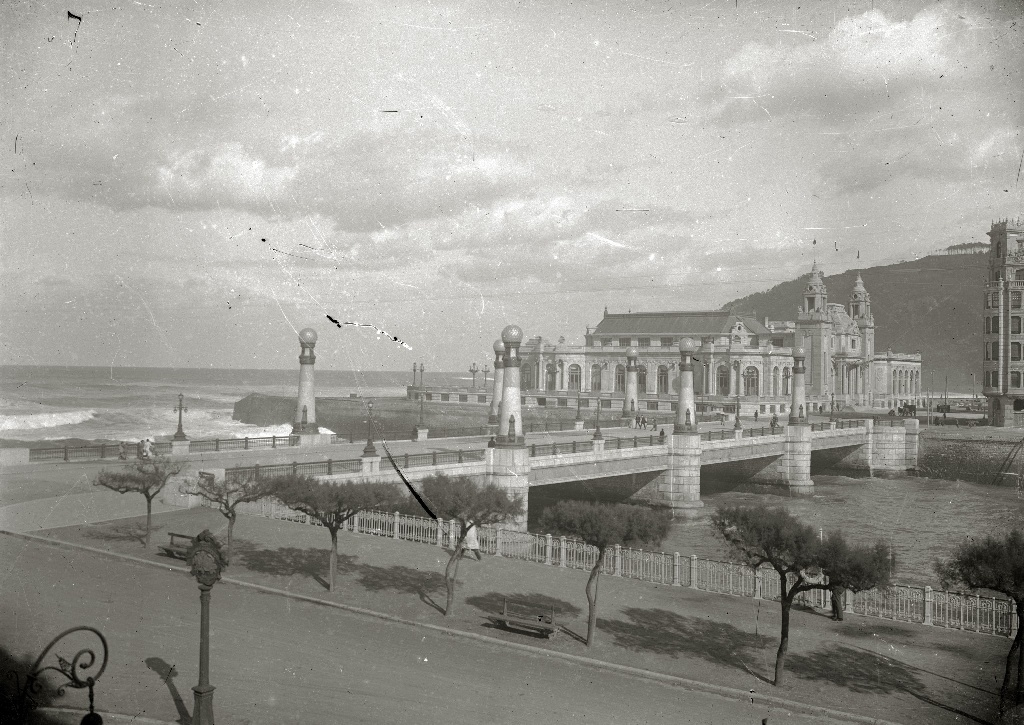
Vers 1925.

C'est le premier pont de l'embouchure de la rivière dans la mer Cantabrique et les jours de forte houle, les vagues se brisent régulièrement sur le pont. Le pont relie le quartier Centro au quartier Gros.

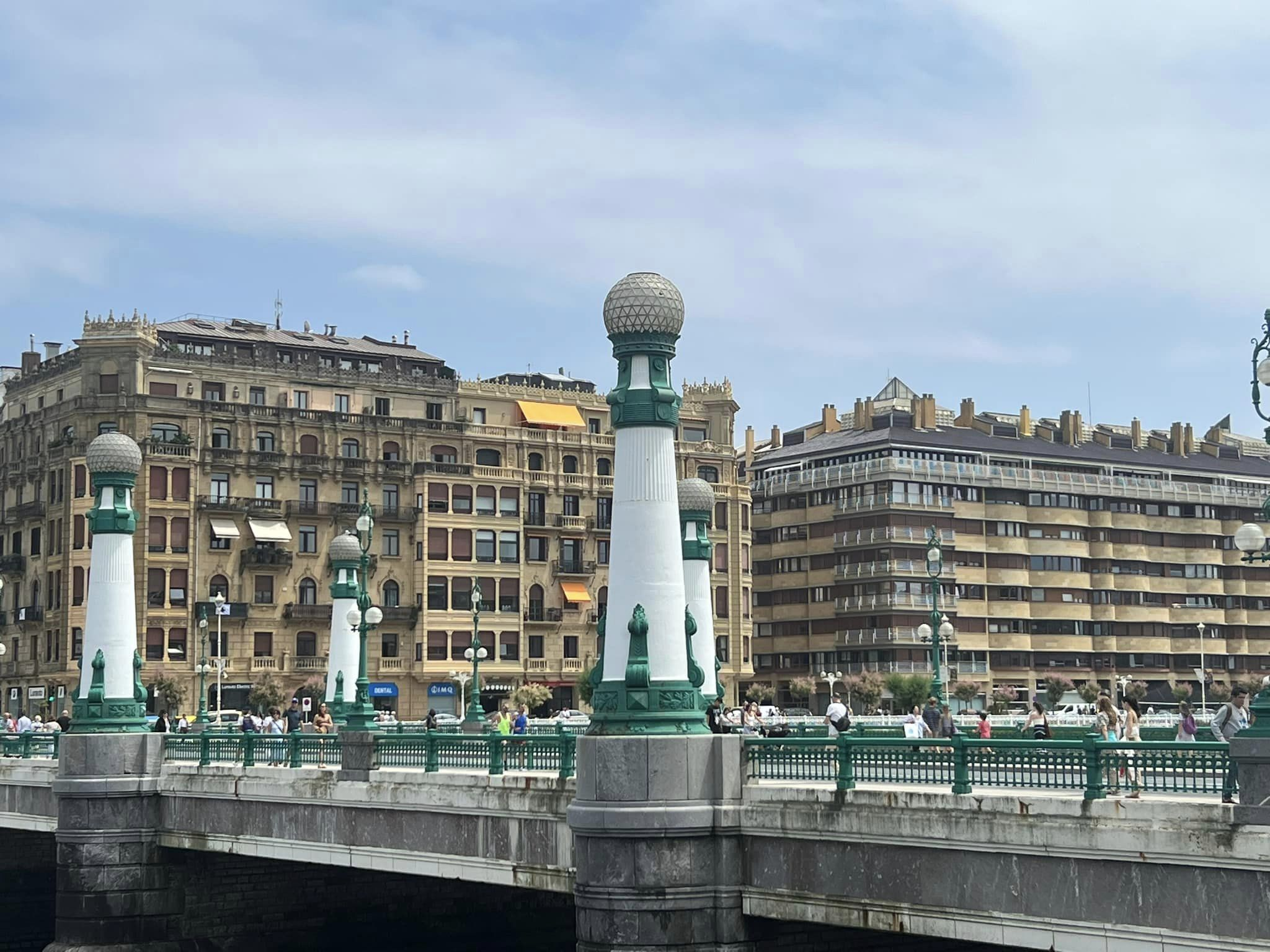
Vue du pont de Zurriola.

Un premier pont de Zurriola est construit en 1915, dix ans après le pont María Cristina. Les vagues de la mer ont frappé le pont avec une telle force qu'il a dû être reconstruit après seulement trois ans. Selon la tradition, le pont aurait également été endommagé par une baleine en 1921. En 1993, le pont a de nouveau été tellement endommagé par les vagues qu'il a dû être complètement démonté et reconstruit. La réouverture a eu lieu le jour de la course cycliste Clásica de Saint-Sébastien.
Le pont a été conçu par l'ingénieur civil José Eugenio Ribera Dutaste, célèbre à l'époque. La construction est principalement en béton, recouverte de dalles de pierre naturelle et de marbre. Bien que le plan initial prévoyait un pont en arc, il a finalement été décidé de construire un pont à poutres de quatre dalles sur trois piliers. Le pont est construit dans le style Art Déco. L'éclairage, six colonnes sur piliers, a été dessiné par Victor Arana, également dans le style art déco. Lors des travaux en 1993, une statue de sphinx a été placée sur les deux rives de part et d'autre de la rue, mais elles ont été retirées peu de temps après par la mairie car elles ont été jugées trop laides par la population.

## Description technique
Il mesure 110 mètres de longueur pour 20 mètres de largeur.